# Изотова, Галина Сергеевна
Гали́на Серге́евна Изо́това (род. 3 мая 1960, Череповец, Вологодская область) — российский государственный деятель, экономист. Заслуженный экономист Российской Федерации (2002). Заместитель Председателя Счётной палаты Российской Федерации с 25 сентября 2019 года.
Исполняющий обязанности Председателя Счётной палаты Российской Федерации с 30 ноября 2022 по 14 мая 2024 года.

## Биография
Окончила Ленинградский финансово-экономический институт имени Н. А. Вознесенского (1983) и Московский государственный институт международных отношений (2001). Защитила кандидатскую диссертацию по теме «Методы обеспечения безопасности бюджетной системы региона».
С 1977 по 1997 год работала в банковской сфере, в том числе председателем Правления АКБ «Соколбанк» в Череповце (1992—1997).
С 1997 по 2007 год работала в департаменте финансов, членом правительства, первым заместителем губернатора Вологодской области. В 2006 году назначена заместителем полпреда президента в Северо-Западном федеральном округе.
С 2007 по 2011 годы являлась депутатом Государственной думы РФ от партии «Единая Россия»; первым заместителем председателя Комитета по делам Федерации и региональной политике Государственной думы.
В 2010 году входила в экспертный совет Регионального конкурса проектов в сфере социального предпринимательства. В ноябре 2012 года совместно с Фондом региональных социальных программ «Наше будущее» Изотова провела в Нижнем Новгороде заседание круглого стола «Социальное предпринимательство — особый вид экономической деятельности в целях решения социальных задач в ПФО» с целью привлечения внимания «регионов, хозяйствующих субъектов, бизнес-элит, общественности Приволжья к социальному предпринимательству».
В 2012—2014 годах работала заместителем полномочного представителя Президента Российской Федерации в Приволжском федеральном округе.
В 2014—2015 годах работала Председателем Правления акционерного общества «Федеральная корпорация по развитию малого и среднего предпринимательства».
В 2016—2019 годах работала Председателем Совета Директоров ЗАО «Дробмаш», затем советником генерального директора по корпоративным программам ФГУП «Почта России».
25 сентября 2019 года по представлению Президента Российской Федерации назначена Советом Федерации Федерального Собрания Российской Федерации на должность заместителя Председателя Счётной палаты Российской Федерации.
30 ноября 2022 года стала исполняющей обязанности Председателя Счётной палаты Российской Федерации. Занимала должность до 14 мая 2024 года, когда председателем был назначен Борис Ковальчук.

## Награды
- 19 ноября 2002 года — Заслуженный экономист Российской Федерации — за заслуги в области экономики и финансовой деятельности[8]
- 15 июля 2010 года — Почётная грамота правительства Российской Федерации — за заслуги в законотворческой деятельности и многолетнюю добросовестную работу[9]
- 5 июля 2011 года — Благодарность Президента Российской Федерации — за активную работу по реализации поставленных Президентом Российской Федерации задач, направленных на повышение эффективности предоставления государственных и муниципальных услуг[10]
- 30 апреля 2014 года — Орден Дружбы — за достигнутые трудовые успехи, значительный вклад в социально-экономическое развитие Российской Федерации, заслуги в гуманитарной сфере, укреплении законности и правопорядка, многолетнюю добросовестную работу, активную законотворческую и общественную деятельность[11]
- 21 июля 2020 года — Благодарность Президента Российской Федерации — за заслуги в укреплении системы государственного финансового контроля[12].
- 23 октября 2023 года — Орден Александра Невского — за большой вклад в укрепление государственного финансового контроля и многолетнюю добросовестную работу[13].